# Diagrama de Hess

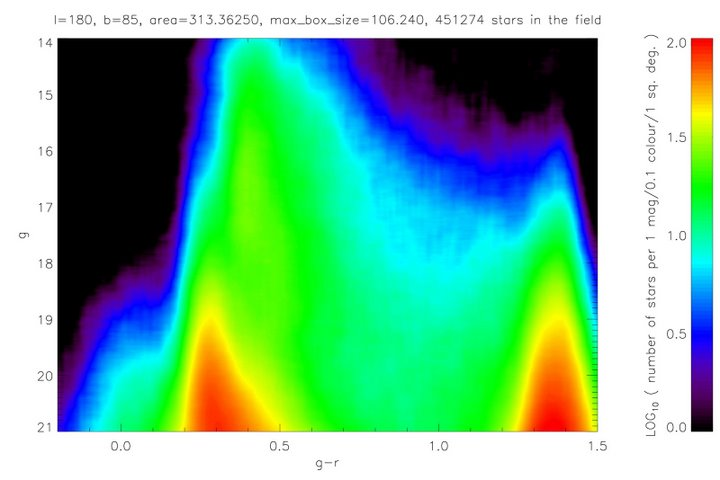
Diagrama de Hess com dados do SDSS b > 80 graus

Um Diagrama de Hess traça a relativa densidade de ocorrência de estrelas em diferentes posições de cor–magnitude do Diagrama de Hertzsprung-Russell para uma dada galáxia. O diagrama é nomeado após R. Hess, que o originou em 1924. Seu uso remonta a, pelo menos, 1948.